# أنتي فيرتانن
أنتي فيرتانن (بالفنلندية: Antti Virtanen)‏ هو لاعب هوكي الجليد فنلندي، ولد في 3 مايو 1977 في توركو في فنلندا.

## وصلات خارجية
- أنتي فيرتانن على موقع EliteProspects.com (الإنجليزية)
- أنتي فيرتانن على موقع Eurohockey.com (الإنجليزية)
- أنتي فيرتانن على موقع HockeyDB.com (الإنجليزية)